# (3548) Euríbates
(3548) Euríbates es un asteroide que forma parte de los asteroides troyanos de Júpiter y fue descubierto el 19 de septiembre de 1973 por Ingrid van Houten-Groeneveld, Cornelis Johannes van Houten y Tom Gehrels desde el observatorio del Monte Palomar, Estados Unidos.

## Designación y nombre
Euríbates recibió al principio la designación de 1973 SO.
Posteriormente, en 1991, se nombró por Euríbates, un personaje de la mitología griega.

## Características orbitales
Euríbates orbita a una distancia media de 5,185 ua del Sol, pudiendo alejarse hasta 5,651 ua y acercarse hasta 4,718 ua. Su inclinación orbital es 8,068 grados y la excentricidad 0,08995. Emplea en completar una órbita alrededor del Sol 4312 días.

## Características físicas
La magnitud absoluta de Euríbates es 9,7. Tiene un diámetro de 72,14 km y un periodo de rotación de 8,711 horas. Se estima su albedo en 0,0538.